# Disney Sing It: Pop Hits
Disney Sing It: Pop Hits è un videogioco musicale dove cantare in karaoke, sequel di High School Musical: Sing It!, Disney Sing It e Disney Sing It! - High School Musical 3: Senior Year. È stato distribuito il 6 ottobre 2009 per diverse piattaforme.

## Canzoni
Disney Sing It: Pop Hits presenta un buon numero di canzoni non affiliate a Disney oltre a quelle prese da Hannah Montana e High School Musical 3: Senior Year
- 7 Things (Miley Cyrus)
- Fly on the Wall (Miley Cyrus)
- The Climb (Miley Cyrus)
- Hoedown Throwdown (Miley Cyrus)
- Get Back (Demi Lovato)
- La La Land (Demi Lovato)
- Don't Forget (Demi Lovato)
- Hold On (Jonas Brothers)
- S.O.S. (Jonas Brothers)
- When You Look Me in the Eyes (Jonas Brothers)
- Lovebug (Jonas Brothers)
- Burnin' Up (Jonas Brothers)
- Realize (Colbie Caillat)
- Bubbly (Colbie Caillat)
- Sneakernight (Vanessa Hudgens)
- It's Over (Jesse McCartney, solo edizione nordamericana)
- How Do You Sleep (Jesse McCartney)
- I'm Only Me When I'm With You (Taylor Swift)
- Change (Taylor Swift)
- Apologize (OneRepublic)
- Warwick Avenue (Duffy)
- Mercy (Duffy)
- Violet Hill (Coldplay)
- Emergency (Steve Rushton)
- Don't Wake Me (Love & Theft, solo edizione nordamericana)
- Let It Go (Mitchel Musso ft. Tiffany Thornton, solo edizione nordamericana)
- The In Crowd (Mitchel Musso, solo edizione nordamericana)
- Let's Do This (Hannah Montana)
- Let's Get Crazy (Hannah Montana)
- It's Amazing (Jem)
- Right Here, Right Now (High School Musical 3: Senior Year, solo edizione europea)
- Scream (High School Musical 3: Senior Year, solo edizione europea)
- Dame Besos (Ismael, solo edizione europea)
- È tardi (Jacopo Sarno, solo edizione europea)